# Heutagogia
A heutagogia (do grego: heuta – auto + agogus – guiar) propõe um processo educacional no qual o estudante é o principal responsável pela aprendizagem, sendo um modelo alinhado à Tecnologia da Informação e Comunicação (TICs) e às inovações de e-learning.
Definição. Heutagogia é o conceito de aprendizagem autodirecionada em que o aluno é o gestor e programador de seu próprio processo de aprendizagem através do autodidatismo, autodisciplina e auto-organização. Esse conceito está fortemente relacionado aos trabalhos de Stewart Hase e Chris Kenyon.
Nesse modelo educacional, o estudante é quem principalmente determina o que e o como a aprendizagem deve ocorrer e, por consequência, proporciona uma aprendizagem idiossincrática e valoriza as experiências pessoais e a necessidade de rapidez na assimilação de conhecimento e de habilidades.
O assunto está tomando força nos últimos tempos devido à necessidade de novos modelos nos cursos a distância distribuídos pela internet.
O método heutagógico também vem sendo efetivamente aplicado a cursos na modalidade blended, ou seja, semi-presencial ou híbrido, contando também com experiências práticas em sala de aula junto a outros professores, em momentos cruciais e de consolidação dos conteúdos vivenciados durante o curso e construídos pelos participantes.
Diálogos teóricos: heutagogia e autonomia
A heutagogia tem relações diversas com a tradição intelectual, filosófica e pedagógica, que reconhece a autonomia do estudante como fundamental no processo de aprendizagem.
A autonomia do aluno está presente no conceito de "educacão negativa" no livro Emílio, de Rousseau. Também a liberdade e a independência no aprendiz é fundamental na "aprendizagem autodirigida", conforme proposto por Maria Montessori. Ainda o filósofo e pedagogo estadunidense John Dewey, que lança as bases da chamada Escola Nova, teoriza a partir dessa centralidade na pessoa do aluno, garantindo espaço e instrumentos adequados para o incentivo da curiosidade, das experiências, da vontade e dos potenciais de cada aluno.
Em todos esses teóricos, a relação da autonomia do aluno sempre se dá com o seu meio, seja com o meio natural, como proposto por Rousseau, seja com o meio cultural, com os brinquedos, livros e demais instrumentos, como proposto por Montessori e Dewey. De todo modo, essa longa tradição dialoga pertinentemente com as novidades conceituais da heutagogia e das tecnologias digitais de informação e comunicação (TDICs).
Carl Rogers e a Heutagogia
O educador e psicólogo Carl R. Rogers (1902-1987, EUA) associa o conceito e educação auto-dirigida com as noções de liberdade do aluno especialmente no ambiente universitário. Na obra "Liberdade para aprender", Rogers defende a autonomia do estudante como um ganho de maturidade moral e de criatividade ética, estética, científica e tecnológica.
Nesse processo de incentivo à educação auto-dirigida, o professor pode ocupar a posição de facilitador. O facilitador da aprendizagem contribui com a construção dos ambientes de desenvolvimento e desafios para os alunos, mas o foco está no estímulo à autonomia do próprio estudante. O facilitador universitário, então, é um tipo de complexificador dos ambientes, sempre promovendo desafios diversos e adequados para as suas turmas.
Rogers, por isso, dialoga tanto com mídias tradicionais aplicadas à aprendizagem, como o livro impresso, os jornais, os livros didáticos, a lousa, o rádio e TV, etc., como também com as novas mídias, como o computador e o celular. Educadores, ambientes e instrumentos, enfim, devem sempre servir para o exercício de desenvolvimento da liberdade heutagógica de cada estudante e dos estudantes em grupo.